# Hans-Jürgen Kerner
Hans-Jürgen Kerner (* 8. Dezember 1943 in Herxheim bei Landau/Pfalz) ist ein deutscher Kriminologe.

## Leben
Hans-Jürgen Kerner studierte von 1963 bis 1968 Rechtswissenschaft an den Universitäten München, Berlin und Tübingen. 1973 wurde er an der Universität Tübingen zum Dr. iur. promoviert. 1975 habilitierte er sich in Tübingen und erhielt die Venia legendi für Kriminologie, Jugendstrafrecht, Strafvollzug, Strafprozessrecht.
1975 folgte die Ernennung zum Wissenschaftlichen Rat und Professor für Kriminologie an der Fakultät für Rechtswissenschaft der Universität Bielefeld. 1977 wurde er Professor für Kriminologie, Jugendrecht und Strafvollzug an der Universität Hamburg, zudem Direktor des Seminars für Jugendrecht und Jugendhilfe der Universität. In Hamburg war er 1979/1980 Richter im Nebenamt am Hanseatischen Oberlandesgericht. 1980 wechselte er auf den Lehrstuhl für Kriminologie an die Universität Heidelberg und wurde zugleich Direktor des Instituts für Kriminologie. 1982 bis 1984 war er Dekan der Juristischen Fakultät der Heidelberger Universität.
Kerner war ab Oktober 1986 Nachfolger von Hans Göppinger als Ordinarius für Kriminologie, Jugendstrafrecht, Strafvollzug und Strafprozessrecht an der Juristischen Fakultät der Universität Tübingen und zugleich Direktor des Instituts für Kriminologie der Universität Tübingen. Zum 1. Oktober 2011 folgte ihm Jörg Kinzig als Direktor des Instituts.
Er hatte Gastprofessuren an der Universität Southampton (England), Peking-Universität (Beida) (China), University of Pennsylvania (USA), Universität Melbourne (Australien) und Universität Cambridge (England) inne.
Kerner ist seit 1975 verheiratet. Seit 1963 ist er Mitglied der katholischen Studentenverbindung KDStV Tuiskonia München im CV.

## Wirken
Die Forschungsschwerpunkte von Hans-Jürgen Kerner sind Lebenslauf- und Karriereforschung (Tübinger Jungtäter-Vergleichsuntersuchung), ambulante Maßnahmen, Jugendkriminalität, jugendliche Intensivtäter, angewandte Kriminologie, Kriminalstatistik sowie Organisierte Kriminalität.
Er ist Initiator der Kriminologischen Dokumentation KrimDok. Das Tübinger Institut führt die erste und einzige deutsche Datenbank kriminologischer Literatur, in Zusammenarbeit mit dem Institut für Kriminologie der Universität Heidelberg. KrimDok ist ein bibliografisches Nachweissystem kriminologischer Literatur aus aller Welt. Bei der deutschen kriminologischen Literatur wird dabei weitgehende Vollständigkeit angestrebt, erfasst sind ca. 138.000 Titel.
Kerner war von 1983 bis 1986, als Vertreter für die Bundesrepublik Deutschland, Mitglied im wissenschaftlichen Ausschuss des European Committee for Crime Problems (CDPC) des Europarates in Straßburg. Er war von 1982 bis 2009 Präsident des DBH-Fachverbandes für Soziale Arbeit, Strafrecht und Kriminalpolitik. Er war Mitveranstalter der Internationalen Kriminologischen Kongresse in Wien 1983, Hamburg 1988, Budapest 1993 und Seoul 1998. Er war Mitglied der Gewaltkommission der Bundesregierung (1987–1989) und Mitglied der Kommissionen der Bundesregierung für den Ersten Periodischen Sicherheitsbericht (2001) und den Zweiten Periodischen Sicherheitsbericht (2006). Er ist Mitbegründer der European Society of Criminology (ESC), war President-Elect, President (und Veranstalter des 6. Kongresses 2006 in Tübingen), und Past-President von 2004 bis 2007.
Er ist unter anderem in folgenden Institutionen bzw. Vereinigungen aktiv: Seit 1993 Mitbegründer und Vorsitzender der Deutschen Stiftung für Verbrechensverhütung und Straffälligenhilfe; seit 1993 Mitglied der Forschungsgruppe Täter-Opfer-Ausgleich (Universitäten Gießen, Bremen, Heidelberg, Konstanz, Marburg und Tübingen); seit 1997 Mitglied im Forschungsbeirat des Kriminalistischen Instituts des Bundeskriminalamtes in Wiesbaden; seit 1998 Mitglied der internationalen Forschungsgruppe „Youth Groups and Gangs in Europe“ (EUROGANG); ständiges Mitglied im Board of Directors der International Society of Criminology in Paris (ISC/SIC); Mitglied der Fachgruppe Recht der Deutschen Forschungsgemeinschaft (DFG) als einer von zwei gewählten Hauptgutachtern für Förderanträge aus dem Bereich der Kriminologie (Amtsperiode 2008–2011).
Kerner ist Lebenszeitmitglied in folgenden Fachgesellschaften: International Society of Criminology, als deren Präsident er von 1995 bis 2000 amtierte; American Society of Criminology; Academy of Criminal Justice Sciences; China Society of Juvenile Delinquency Research.

## Ehrungen und Auszeichnungen
Kerner wurde v. a. mit folgenden Ehrungen und Auszeichnungen bedacht:
- 1973: Universitätspreis der Universität Tübingen für eine besonders herausragende Dissertation
- 1990: Verdienstkreuz am Bande des Verdienstordens der Bundesrepublik Deutschland für den langjährigen Einsatz in der Sozialen Strafrechtspflege, Bewährungshilfe und freien Straffälligenhilfe
- 1999: Thorsten Sellin & Sheldon and Eleanor Glueck Award der American Society of Criminology für herausragende wissenschaftliche Verdienste um die Kriminologie
- 1999: Ehrenpräsident auf Lebenszeit der International Society of Criminology
- 2002: Outstanding Contribution Award in International Scholarly Exchange der All-China Society of Juvenile Delinquency Research
- 2008: Prix Émile Durkheim der Société Internationale de Criminologie für das wissenschaftliche Lebenswerk und insbesondere für die Förderung des sozialwissenschaftlichen Verständnisses von Kriminalität und Kriminologie
- 2008: Distinguished International Scholar Award der Division of International Criminology der American Society of Criminology für besondere Verdienste in der internationalen Kooperation der Kriminologie in Forschung und Lehre